# Erleuchtungs-Invaliden-Kompanie
Die sogenannte Erleuchtungs-Invaliden-Compagnie, auch Invaliden-Erleuchtungs-Kompanie, war eine militärisch organisierte Kompanie zum Betrieb und zur Pflege der aus Öllaternen bestehenden Straßenbeleuchtung in Berlin. Die Kompanie wurde 1803 aufgestellt.

## Geschichte
1803 war ganz Berlin mit Straßenbeleuchtung ausgestattet worden. Die Hauptstraßen hatten dabei genügend Laternen erhalten, die Nebenstraßen nur vereinzelt. Ebenso war die Ölmenge meist so begrenzt, dass gegen Mitternacht die Laternen erloschen.
Anfangs bestand die Erleuchtungs-Invaliden-Kompanie aus 60 Mann (Beleuchtungs-Soldaten oder Laternenwärter). Es waren Soldaten mit einem Durchschnittsalter von 57 Jahren. Den Stab der Kompanie bildeten ein Feldwebel, fünf Unteroffiziere und ein Offizier, der als Direktor die Oberaufsicht hatte. Erster Chef der Kompanie war ihr Mitinitiator, Hauptmann der Artillerie a. D. Karl Neander von Petersheiden (1761–1842). Die jährliche Finanzierung von mehr als 38.000 Talern übernahm zu drei Fünfteln der König. Der Rest wurde durch die Verdopplung der Nachtwächterkosten (Haussteuer), die von den Einwohnern zu entrichten waren, finanziert. Der Direktor erhielt 1.000 Taler Jahresvergütung, der Feldwebel 120 Taler, jeder Unteroffizier 96 Taler und jeder Soldat 48 Taler. Alle fünf Tage wurde der anteilige Lohn ausgezahlt.
Ab 1810/11 wurden die Kosten für die Erleuchtungs-Invaliden-Kompanie einschließlich Material vollständig aus der Staatskasse beglichen, wobei ab 1815 ein Jahresbetrag von 30.000 Talern vorgesehen war.
Am Nachmittag überprüften die Unteroffiziere die Lampen und stellten den Zustand der Laternen und den Füllstand des Öls fest. Die Verschmutzung des Glases und der Zustand des Dochtes wurden ebenfalls geprüft. Mit Beginn der Dämmerung erfolgte das Anzünden durch die jeweiligen Mannschaften. Unterstellt war die Kompanie der Polizei-Intendantur Berlin. Die Stadt war in 60 (Laternen-)Reviere aufgeteilt; jeder Unteroffizier hatte die Aufsicht über 12 Reviere, die eine Korporalschaft bildeten. Die Reviere in der Innenstadt waren mit knapp 50 großen Laternen ausgestattet, die Reviere im Außenbereich der Stadt dahingegen mit knapp 60 kleinen Laternen beleuchtet. Die Kompanie hatte ihre Zentrale und das Öllager in der Klosterstraße 75.
Die Kompanieangehörigen trugen eine eigene Uniform, u. a. eine blaue Jacke mit dunkelrotem Kragen. Die Unteroffiziere durften einen kurzen Säbel führen. Die Kompanie erhielt jährlich neue Handschuhe, Hemden und Strümpfe und alle zwei Jahre neue Uniformen.
Wer einen längeren Dienst in der Erleuchtungs-Invaliden-Kompanie abgeleistet hatte, konnte mit einem Nachtwächterposten oder der Unterbringung im Invalidenhaus rechnen.
Mit der Einführung der Gaslaternen 1826 bestand die Kompanie aus 84 Mann und wurde in die Gas-Erleuchtungs-Compagnie überführt, wobei die Unterstellung unter die englische Gasgesellschaft Imperial Continental Gas Association (ICGA) wechselte. Die Kompanie übernahm weiterhin die Betreuung der noch bestehenden Öllaternen. Die Compagnie war eine Ausgründung der Londoner ICGA und war laut eines Vertrag mit der Stadt Berlin für 21 Jahre für die „Erleuchtung“ der Stadt, unabhängig, ob es sich um Öl- oder Gaslaternen handelte, verantwortlich. Neben einem englischen Ingenieur, welcher die Compagnie leitete, gab es einen Stellvertreter, welcher das Amt eines Regierungs-Baukonducteurs innehatte. Bis 1847 bestand damit ein Monopol für die Beleuchtung der Stadt, wobei weiterhin sowohl Öl- als auch Gaslaternen verwendet wurden.